# Wates (Dukun)
Wates is een bestuurslaag in het regentschap Magelang van de provincie Midden-Java, Indonesië. Wates telt 1367 inwoners (volkstelling 2010).